# Старе Котлиці
Старе Котлиці (пол. Stare Kotlice) — село в Польщі, у гміні Собкув Єнджейовського повіту Свентокшиського воєводства.
Населення — 195 осіб (2011).
У 1975-1998 роках село належало до Келецького воєводства.

## Демографія
Демографічна структура на день 31 березня 2011 року:
|          | Загалом | Допрацездатний вік | Працездатний вік | Постпрацездатний вік |
| -------- | ------- | ------------------ | ---------------- | -------------------- |
| Чоловіки | 95      | 17                 | 66               | 12                   |
| Жінки    | 100     | 20                 | 56               | 24                   |
| Разом    | 195     | 37                 | 122              | 36                   |